# Calcutta Cup
La Calcutta Cup est un trophée attribué au vainqueur d'un match annuel de rugby à XV entre l'Angleterre et l'Écosse depuis 1879, bien que le premier match international entre les deux nations ait eu lieu en 1871. C'est le plus ancien trophée de l'histoire du rugby.
Depuis 1883, la coupe est attribuée à l'occasion de la confrontation annuelle entre l'Écosse et l'Angleterre dans le Tournoi britannique (ou Home Nations), puis le Tournoi des Cinq Nations et enfin le Tournoi des Six Nations ; le trophée n'est pas remis en jeu à l'occasion de rencontres ayant lieu lors d'une Coupe du monde. Jusqu'en 2021, 131 matchs de Calcutta Cup ont été disputés.

## Origines

### Le club de Calcutta
Le jour de Noël 1872, un match de rugby opposa à Calcutta, en Inde, une équipe de 20 joueurs anglais et une équipe de 20 joueurs originaires d'Écosse.
Le match fut un succès et une deuxième rencontre eut lieu la semaine suivante : le rugby venait d'atteindre l'Inde. Ces amoureux du ballon ovale souhaitaient fonder un club de rugby dans cette région et ces deux matchs furent le catalyseur de leur initiative : le Calcutta Football Club fut fondé en janvier 1873.
Le club de Calcutta s'affilia à la Rugby Football Union en 1874. Malgré un climat chaud et humide peu adapté à la pratique du rugby, le club prospéra la première année. Mais quand l'adhésion fut rendue payante, le nombre de membres diminua de façon importante. D'autres sports comme le tennis ou le polo, jugés plus adaptés au climat local, gagnèrent les faveurs des gentlemen. Les membres du club décidèrent de se séparer mais désireux de perpétuer le nom de leur club, ils retirèrent leurs fonds de la banque, et les firent fondre pour former une coupe qu'ils remirent à la RFU en 1878, avec la consigne de la faire disputer de façon annuelle.

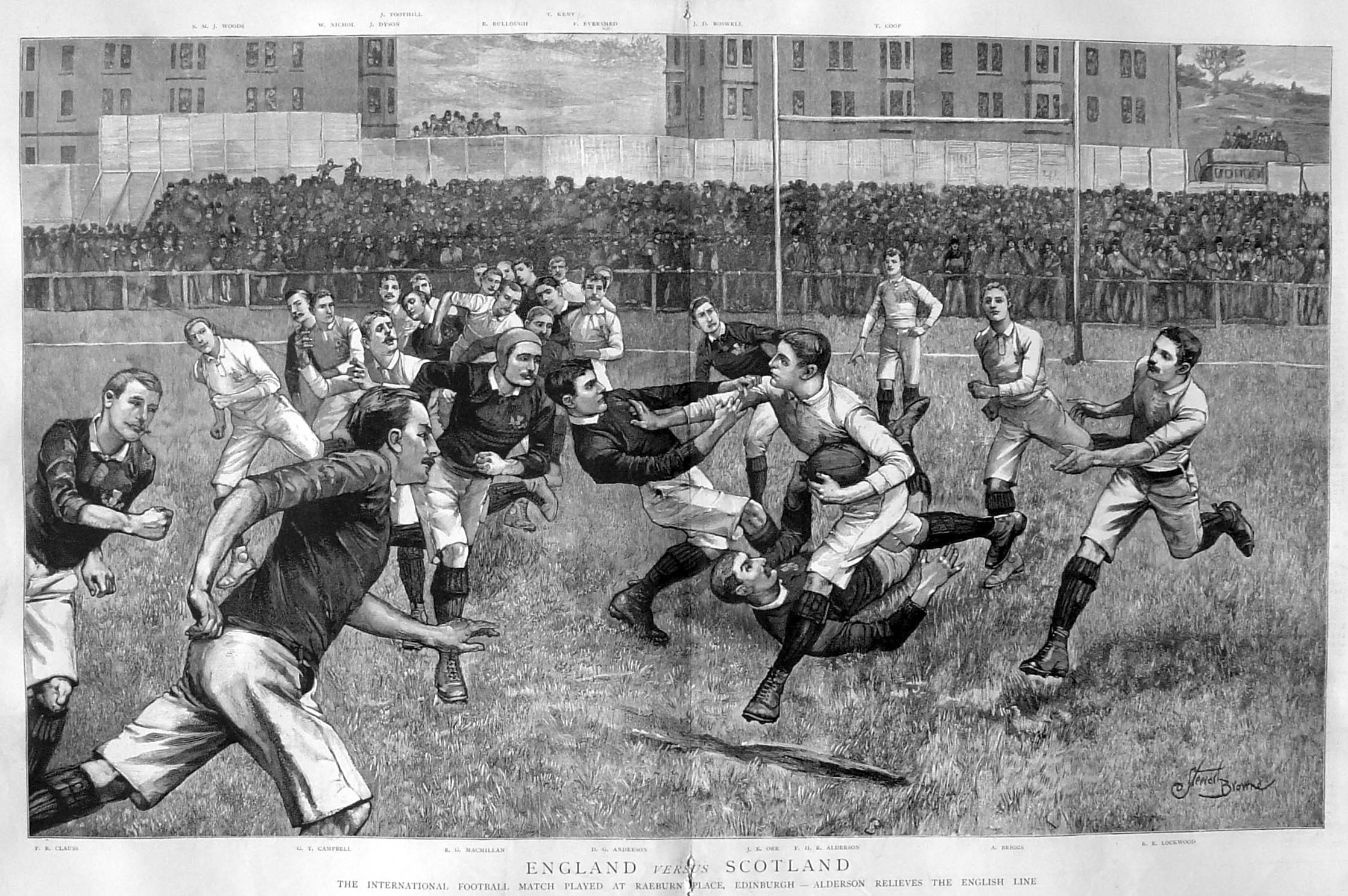
La Calcutta Cup de 1892

### La coupe
La coupe est originaire de l'artisanat indien, haute de 45 cm environ, le corps est finement gravé et trois cobras royaux forment les anses. Le couvercle est surmonté d'un éléphant qui, dit-on, est la copie d'un exemplaire ayant appartenu au vice-roi des Indes. Il est inscrit sur la base en bois de la coupe : « THE CALCUTTA CUP  ».
On a également rajouté sur la base des plaques mentionnant les dates des matchs à l'occasion desquels la coupe fut disputée, le nom de l'équipe vainqueur et les noms des deux capitaines. Il y a une anomalie dans la liste des nations vainqueurs sur la base de la coupe : elle fut disputée pour la première fois en 1879 mais la liste remonte jusqu'au premier match international de 1871.
La coupe d'origine est rarement vue du public. Qu'elle soit détenue à Londres ou à Édimbourg, elle est conservée à l'abri des regards. En Écosse elle est néanmoins parfois exposée dans les écoles ou les clubs de rugby. Le musée du rugby de Twickenham détient une copie grandeur nature de la coupe, et une autre copie est conservée par la Fédération écossaise de rugby à XV, Scottish Rugby Union ou SRU, à Murrayfield. Alors que la véritable coupe est un objet d'artisanat indien fait à la main, les copies ont été réalisées avec des techniques modernes.
En 1988, la coupe fut endommagée après que quelques joueurs ivres parmi lesquels l'ancien numéro 8 anglais Dean Richards et l'ancien flanker écossais John Jeffrey ont joué au football avec elle le long de Princes Street à Édimbourg. Jeffrey fut suspendu pour six mois par la SRU alors que Richards écopa lui d'un match de suspension avec l'équipe d'Angleterre.

### Mise en place de la compétition
La RFU refusa de faire de la Calcutta Cup une compétition annuelle de clubs anglais car elle considérait que l'esprit de compétition allait à l'encontre de l'idéal de l'amateurisme. Elle décida donc que le trophée serait remis au vainqueur d'un match annuel entre l'Angleterre et l'Écosse, qui la conserverait pendant un an. De ce fait la première rencontre en 1879 entre ces deux nations donna à la Calcutta Cup son statut de « plus vieux trophée de la planète rugby ». 
En 2004, les deux fédérations envisagèrent de rajouter un second match de Calcutta Cup chaque année en plus du match des Six Nations. Ce second match aurait été joué sur le terrain de l'équipe s'étant déplacée durant le tournoi, et il aurait été rendu nécessaire de remporter les deux matchs pour ravir le trophée au tenant du titre. Les réactions fortement défavorables à ce projet conduisirent à son retrait.

## Historique
La première Calcutta Cup fut disputée à Raeburn Place à Édimbourg le 10 mars 1879 et se solda par un match nul, l'Écosse inscrivant un drop et l'Angleterre une pénalité. L'année suivante, le 28 février 1880, l'Angleterre devient la première détentrice de la Calcutta Cup en s'imposant à Manchester face à l'Écosse par deux pénalités et trois essais contre une pénalité.
Si les premières décennies voient un partage relativement équitable de la Calcutta Cup entre les deux nations, par la suite l'Angleterre retient plus souvent le trophée, à tel point qu'à partir de 1984, les Écossais ne gardent plus la coupe deux années d'affilée pendant 35 ans. Il faut attendre 2019 et un match nul record à Twickenham — le plus grand nombre de point jamais inscrits lors d'un nul au niveau international — pour voir l'Ecosse garder le trophée grâce à sa victoire l'année précédente. Ce match marque les esprits, l'Ecosse effectuant une remontée passant d'un score de 31-0 pour les Anglais avant de mener 38-31 — sous l'impulsion de joueurs comme Russel, McInally ou Laidlaw —, puis concédant finalement le nul dans les derniers instants.
Avec sa victoire à Twickenham en 2023 faisant suite à celles de 2021 et 2022, l'Écosse réalise la passe de 3 pour la première fois depuis plus de 50 ans et les tournois de 1970, 1971 et 1972, mais également sa deuxième victoire de suite à l'extérieur, performance réalisée pour la dernière fois en 1907 et 1909, avant l'établissement du XV de la Rose à Twickenham en 1911. En 2024 l'Écosse s'impose pour la quatrième fois de suite contre l'Angleterre, performance que le XV du chardon n'avait réalisé qu'à une seule reprise entre 1893 et 1896.

## Résultats
| No  | Date             | Lieu                                          | Match               | Score   | Compétition                   |
| --- | ---------------- | --------------------------------------------- | ------------------- | ------- | ----------------------------- |
| 1   | 10 mars 1879     | Raeburn Place, Édimbourg Écosse               | Écosse – Angleterre | 3 – 3   | Test match                    |
| 2   | 28 février 1880  | Whalley Range, Manchester Angleterre          | Angleterre – Écosse | 9 – 3   | Test match                    |
| 3   | 19 mars 1881     | Raeburn Place, Édimbourg Écosse               | Écosse – Angleterre | 4 – 4   | Test match                    |
| 4   | 4 mars 1882      | Whalley Range, Manchester Angleterre          | Angleterre – Écosse | 0 – 2   | Test match                    |
| 5   | 3 mars 1883      | Raeburn Place, Édimbourg Écosse               | Écosse – Angleterre | 1 – 2   | Tournoi britannique 1882-1883 |
| 6   | 1er mars 1884    | Rectory Field, Blackheath, Londres Angleterre | Angleterre – Écosse | 3 – 1   | Tournoi britannique 1884      |
| 7   | 13 mars 1886     | Raeburn Place, Édimbourg Écosse               | Écosse – Angleterre | 0 – 0   | Tournoi britannique 1886      |
| 8   | 5 mars 1887      | Whalley Range, Manchester Angleterre          | Angleterre – Écosse | 1 – 1   | Tournoi britannique 1887      |
| 9   | 1er mars 1890    | Raeburn Place, Édimbourg Écosse               | Écosse – Angleterre | 0 – 6   | Tournoi britannique 1890      |
| 10  | 7 mars 1891      | Richmond, Londres Angleterre                  | Angleterre – Écosse | 3 – 9   | Tournoi britannique 1891      |
| 11  | 5 mars 1892      | Raeburn Place, Édimbourg Écosse               | Écosse – Angleterre | 0 – 5   | Tournoi britannique 1892      |
| 12  | 4 mars 1893      | Headingley, Leeds Angleterre                  | Angleterre – Écosse | 0 – 8   | Tournoi britannique 1893      |
| 13  | 17 mars 1894     | Raeburn Place, Édimbourg Écosse               | Écosse – Angleterre | 6 – 0   | Tournoi britannique 1894      |
| 14  | 9 mars 1895      | Athletic Ground, Londres Angleterre           | Angleterre – Écosse | 3 – 6   | Tournoi britannique 1895      |
| 15  | 14 mars 1896     | Old Hampden Park, Glasgow Écosse              | Écosse – Angleterre | 11 – 0  | Tournoi britannique 1896      |
| 16  | 13 mars 1897     | Fallowfield, Manchester Angleterre            | Angleterre – Écosse | 12 – 3  | Tournoi britannique 1897      |
| 17  | 12 mars 1898     | Powderhall, Édimbourg Écosse                  | Écosse – Angleterre | 3 – 3   | Tournoi britannique 1898      |
| 18  | 11 mars 1899     | Rectory Field, Londres Angleterre             | Angleterre – Écosse | 0 – 5   | Tournoi britannique 1899      |
| 19  | 10 mars 1900     | Inverleith, Édimbourg Écosse                  | Écosse – Angleterre | 0 – 0   | Tournoi britannique 1900      |
| 20  | 9 mars 1901      | Rectory Field, Londres Angleterre             | Angleterre – Écosse | 3 – 18  | Tournoi britannique 1901      |
| 21  | 15 mars 1902     | Inverleith, Édimbourg Écosse                  | Écosse – Angleterre | 3 – 6   | Tournoi britannique 1902      |
| 22  | 21 mars 1903     | Athletic Ground, Londres Angleterre           | Angleterre – Écosse | 6 – 10  | Tournoi britannique 1903      |
| 23  | 19 mars 1904     | Inverleith, Édimbourg Écosse                  | Écosse – Angleterre | 6 – 3   | Tournoi britannique 1904      |
| 24  | 18 mars 1905     | Athletic Ground, Londres Angleterre           | Angleterre – Écosse | 0 – 8   | Tournoi britannique 1905      |
| 25  | 17 mars 1906     | Inverleith, Édimbourg Écosse                  | Écosse – Angleterre | 3 – 9   | Tournoi britannique 1906      |
| 26  | 16 mars 1907     | Rectory Field, Londres Angleterre             | Angleterre – Écosse | 3 – 8   | Tournoi britannique 1907      |
| 27  | 21 mars 1908     | Inverleith, Édimbourg Écosse                  | Écosse – Angleterre | 16 – 10 | Tournoi britannique 1908      |
| 28  | 20 mars 1909     | Athletic Ground, Londres Angleterre           | Angleterre – Écosse | 8 – 18  | Tournoi britannique 1909      |
| 29  | 19 mars 1910     | Inverleith, Édimbourg Écosse                  | Écosse – Angleterre | 5 – 14  | Tournoi des Cinq Nations 1910 |
| 30  | 18 mars 1911     | Stade de Twickenham, Londres, Angleterre      | Angleterre – Écosse | 13 – 8  | Tournoi des Cinq Nations 1911 |
| 31  | 16 mars 1912     | Inverleith, Édimbourg Écosse                  | Écosse – Angleterre | 8 – 3   | Tournoi des Cinq Nations 1912 |
| 32  | 15 mars 1913     | Stade de Twickenham, Londres, Angleterre      | Angleterre – Écosse | 3 – 0   | Tournoi des Cinq Nations 1913 |
| 33  | 21 mars 1914     | Inverleith, Édimbourg Écosse                  | Écosse – Angleterre | 15 – 16 | Tournoi des Cinq Nations 1914 |
| 34  | 20 mars 1920     | Stade de Twickenham, Londres, Angleterre      | Angleterre – Écosse | 13 – 4  | Tournoi des Cinq Nations 1920 |
| 35  | 19 mars 1921     | Murrayfield Stadium, Édimbourg, Écosse        | Écosse – Angleterre | 0 – 18  | Tournoi des Cinq Nations 1921 |
| 36  | 18 mars 1922     | Stade de Twickenham, Londres, Angleterre      | Angleterre – Écosse | 11 – 5  | Tournoi des Cinq Nations 1922 |
| 37  | 17 mars 1923     | Murrayfield Stadium, Édimbourg, Écosse        | Écosse – Angleterre | 6 – 8   | Tournoi des Cinq Nations 1923 |
| 38  | 15 mars 1924     | Stade de Twickenham, Londres, Angleterre      | Angleterre – Écosse | 19 – 0  | Tournoi des Cinq Nations 1924 |
| 39  | 21 mars 1925     | Murrayfield Stadium, Édimbourg, Écosse        | Écosse – Angleterre | 14 – 11 | Tournoi des Cinq Nations 1925 |
| 40  | 20 mars 1926     | Stade de Twickenham, Londres, Angleterre      | Angleterre – Écosse | 9 – 17  | Tournoi des Cinq Nations 1926 |
| 41  | 19 mars 1927     | Murrayfield Stadium, Édimbourg, Écosse        | Écosse – Angleterre | 21 – 13 | Tournoi des Cinq Nations 1927 |
| 42  | 17 mars 1928     | Stade de Twickenham, Londres, Angleterre      | Angleterre – Écosse | 6 – 0   | Tournoi des Cinq Nations 1928 |
| 43  | 16 mars 1929     | Murrayfield Stadium, Édimbourg, Écosse        | Écosse – Angleterre | 12 – 7  | Tournoi des Cinq Nations 1929 |
| 44  | 15 mars 1930     | Stade de Twickenham, Londres, Angleterre      | Angleterre – Écosse | 0 – 0   | Tournoi des Cinq Nations 1930 |
| 45  | 21 mars 1931     | Murrayfield Stadium, Édimbourg, Écosse        | Écosse – Angleterre | 28 – 19 | Tournoi des Cinq Nations 1931 |
| 46  | 19 mars 1932     | Stade de Twickenham, Londres, Angleterre      | Angleterre – Écosse | 16 – 3  | Tournoi britannique 1932      |
| 47  | 18 mars 1933     | Murrayfield Stadium, Édimbourg, Écosse        | Écosse – Angleterre | 3 – 0   | Tournoi britannique 1933      |
| 48  | 17 mars 1934     | Stade de Twickenham, Londres, Angleterre      | Angleterre – Écosse | 6 – 3   | Tournoi britannique 1934      |
| 49  | 16 mars 1935     | Murrayfield Stadium, Édimbourg, Écosse        | Écosse – Angleterre | 10 – 7  | Tournoi britannique 1935      |
| 50  | 21 mars 1936     | Stade de Twickenham, Londres, Angleterre      | Angleterre – Écosse | 9 – 8   | Tournoi britannique 1936      |
| 51  | 20 mars 1937     | Murrayfield Stadium, Édimbourg, Écosse        | Écosse – Angleterre | 3 – 6   | Tournoi britannique 1937      |
| 52  | 19 mars 1938     | Stade de Twickenham, Londres, Angleterre      | Angleterre – Écosse | 16 – 21 | Tournoi britannique 1938      |
| 53  | 18 mars 1939     | Murrayfield Stadium, Édimbourg, Écosse        | Écosse – Angleterre | 6 – 9   | Tournoi britannique 1939      |
| 54  | 15 mars 1947     | Stade de Twickenham, Londres, Angleterre      | Angleterre – Écosse | 24 – 5  | Tournoi des Cinq Nations 1947 |
| 55  | 20 mars 1948     | Murrayfield Stadium, Édimbourg, Écosse        | Écosse – Angleterre | 6 – 3   | Tournoi des Cinq Nations 1948 |
| 56  | 19 mars 1949     | Stade de Twickenham, Londres, Angleterre      | Angleterre – Écosse | 19 – 3  | Tournoi des Cinq Nations 1949 |
| 57  | 21 mars 1950     | Murrayfield Stadium, Édimbourg, Écosse        | Écosse – Angleterre | 13 – 11 | Tournoi des Cinq Nations 1950 |
| 58  | 17 mars 1951     | Stade de Twickenham, Londres, Angleterre      | Angleterre – Écosse | 5 – 3   | Tournoi des Cinq Nations 1951 |
| 59  | 15 mars 1952     | Murrayfield Stadium, Édimbourg, Écosse        | Écosse – Angleterre | 3 – 19  | Tournoi des Cinq Nations 1952 |
| 60  | 21 mars 1953     | Stade de Twickenham, Londres, Angleterre      | Angleterre – Écosse | 26 – 8  | Tournoi des Cinq Nations 1953 |
| 61  | 20 mars 1954     | Murrayfield Stadium, Édimbourg, Écosse        | Écosse – Angleterre | 3 – 13  | Tournoi des Cinq Nations 1954 |
| 62  | 19 mars 1955     | Stade de Twickenham, Londres, Angleterre      | Angleterre – Écosse | 9 – 6   | Tournoi des Cinq Nations 1955 |
| 63  | 17 mars 1956     | Murrayfield Stadium, Édimbourg, Écosse        | Écosse – Angleterre | 6 – 11  | Tournoi des Cinq Nations 1956 |
| 64  | 16 mars 1957     | Stade de Twickenham, Londres, Angleterre      | Angleterre – Écosse | 16 – 3  | Tournoi des Cinq Nations 1957 |
| 65  | 15 mars 1958     | Murrayfield Stadium, Édimbourg, Écosse        | Écosse – Angleterre | 3 – 3   | Tournoi des Cinq Nations 1958 |
| 66  | 21 mars 1959     | Stade de Twickenham, Londres, Angleterre      | Angleterre – Écosse | 3 – 3   | Tournoi des Cinq Nations 1959 |
| 67  | 19 mars 1960     | Murrayfield Stadium, Édimbourg, Écosse        | Écosse – Angleterre | 12 – 21 | Tournoi des Cinq Nations 1960 |
| 68  | 18 mars 1961     | Stade de Twickenham, Londres, Angleterre      | Angleterre – Écosse | 6 – 0   | Tournoi des Cinq Nations 1961 |
| 69  | 17 mars 1962     | Murrayfield Stadium, Édimbourg, Écosse        | Écosse – Angleterre | 3 – 3   | Tournoi des Cinq Nations 1962 |
| 70  | 16 mars 1963     | Stade de Twickenham, Londres, Angleterre      | Angleterre – Écosse | 10 – 8  | Tournoi des Cinq Nations 1963 |
| 71  | 21 mars 1964     | Murrayfield Stadium, Édimbourg, Écosse        | Écosse – Angleterre | 15 – 6  | Tournoi des Cinq Nations 1964 |
| 72  | 20 mars 1965     | Stade de Twickenham, Londres, Angleterre      | Angleterre – Écosse | 3 – 3   | Tournoi des Cinq Nations 1965 |
| 73  | 19 mars 1966     | Murrayfield Stadium, Édimbourg, Écosse        | Écosse – Angleterre | 6 – 3   | Tournoi des Cinq Nations 1966 |
| 74  | 18 mars 1967     | Stade de Twickenham, Londres, Angleterre      | Angleterre – Écosse | 27 – 14 | Tournoi des Cinq Nations 1967 |
| 75  | 16 mars 1968     | Murrayfield Stadium, Édimbourg, Écosse        | Écosse – Angleterre | 6 – 8   | Tournoi des Cinq Nations 1968 |
| 76  | 15 mars 1969     | Stade de Twickenham, Londres, Angleterre      | Angleterre – Écosse | 8 – 3   | Tournoi des Cinq Nations 1969 |
| 77  | 21 mars 1970     | Murrayfield Stadium, Édimbourg, Écosse        | Écosse – Angleterre | 14 – 5  | Tournoi des Cinq Nations 1970 |
| 78  | 20 mars 1971     | Stade de Twickenham, Londres, Angleterre      | Angleterre – Écosse | 15 – 16 | Tournoi des Cinq Nations 1971 |
| 79  | 18 mars 1972     | Murrayfield Stadium, Édimbourg, Écosse        | Écosse – Angleterre | 23 – 9  | Tournoi des Cinq Nations 1972 |
| 80  | 17 mars 1973     | Stade de Twickenham, Londres, Angleterre      | Angleterre – Écosse | 20 – 13 | Tournoi des Cinq Nations 1973 |
| 81  | 2 février 1974   | Murrayfield Stadium, Édimbourg, Écosse        | Écosse – Angleterre | 16 – 14 | Tournoi des Cinq Nations 1974 |
| 82  | 15 mars 1975     | Stade de Twickenham, Londres, Angleterre      | Angleterre – Écosse | 7 – 6   | Tournoi des Cinq Nations 1975 |
| 83  | 21 février 1976  | Murrayfield Stadium, Édimbourg, Écosse        | Écosse – Angleterre | 22 – 12 | Tournoi des Cinq Nations 1976 |
| 84  | 15 janvier 1977  | Stade de Twickenham, Londres, Angleterre      | Angleterre – Écosse | 22 – 6  | Tournoi des Cinq Nations 1977 |
| 85  | 4 mars 1978      | Murrayfield Stadium, Édimbourg, Écosse        | Écosse – Angleterre | 0 – 15  | Tournoi des Cinq Nations 1978 |
| 86  | 3 février 1979   | Stade de Twickenham, Londres, Angleterre      | Angleterre – Écosse | 7 – 7   | Tournoi des Cinq Nations 1979 |
| 87  | 15 mars 1980     | Murrayfield Stadium, Édimbourg, Écosse        | Écosse – Angleterre | 18 – 30 | Tournoi des Cinq Nations 1980 |
| 88  | 21 février 1981  | Stade de Twickenham, Londres, Angleterre      | Angleterre – Écosse | 23 – 17 | Tournoi des Cinq Nations 1981 |
| 89  | 16 janvier 1982  | Murrayfield Stadium, Édimbourg, Écosse        | Écosse – Angleterre | 16 – 16 | Tournoi des Cinq Nations 1982 |
| 90  | 5 mars 1983      | Stade de Twickenham, Londres, Angleterre      | Angleterre – Écosse | 12 – 22 | Tournoi des Cinq Nations 1983 |
| 91  | 4 février 1984   | Murrayfield Stadium, Édimbourg, Écosse        | Écosse – Angleterre | 18 – 6  | Tournoi des Cinq Nations 1984 |
| 92  | 16 mars 1985     | Stade de Twickenham, Londres, Angleterre      | Angleterre – Écosse | 10 – 7  | Tournoi des Cinq Nations 1985 |
| 93  | 15 février 1986  | Murrayfield Stadium, Édimbourg, Écosse        | Écosse – Angleterre | 33 – 6  | Tournoi des Cinq Nations 1986 |
| 94  | 4 avril 1987     | Stade de Twickenham, Londres, Angleterre      | Angleterre – Écosse | 21 – 12 | Tournoi des Cinq Nations 1987 |
| 95  | 5 mars 1988      | Murrayfield Stadium, Édimbourg, Écosse        | Écosse – Angleterre | 6 – 9   | Tournoi des Cinq Nations 1988 |
| 96  | 4 février 1989   | Stade de Twickenham, Londres, Angleterre      | Angleterre – Écosse | 12 – 12 | Tournoi des Cinq Nations 1989 |
| 97  | 17 mars 1990     | Murrayfield Stadium, Édimbourg, Écosse        | Écosse – Angleterre | 13 – 7  | Tournoi des Cinq Nations 1990 |
| 98  | 16 février 1991  | Stade de Twickenham, Londres, Angleterre      | Angleterre – Écosse | 21 – 12 | Tournoi des Cinq Nations 1991 |
| 99  | 18 janvier 1992  | Murrayfield Stadium, Édimbourg, Écosse        | Écosse – Angleterre | 7 – 25  | Tournoi des Cinq Nations 1992 |
| 100 | 6 mars 1993      | Stade de Twickenham, Londres, Angleterre      | Angleterre – Écosse | 26 – 12 | Tournoi des Cinq Nations 1993 |
| 101 | 5 février 1994   | Murrayfield Stadium, Édimbourg, Écosse        | Écosse – Angleterre | 14 – 15 | Tournoi des Cinq Nations 1994 |
| 102 | 18 mars 1995     | Stade de Twickenham, Londres, Angleterre      | Angleterre – Écosse | 24 – 12 | Tournoi des Cinq Nations 1995 |
| 103 | 2 mars 1996      | Murrayfield Stadium, Édimbourg, Écosse        | Écosse – Angleterre | 9 – 18  | Tournoi des Cinq Nations 1996 |
| 104 | 1er février 1997 | Stade de Twickenham, Londres, Angleterre      | Angleterre – Écosse | 41 – 13 | Tournoi des Cinq Nations 1997 |
| 105 | 22 mars 1998     | Murrayfield Stadium, Édimbourg, Écosse        | Écosse – Angleterre | 20 – 34 | Tournoi des Cinq Nations 1998 |
| 106 | 20 février 1999  | Stade de Twickenham, Londres, Angleterre      | Angleterre – Écosse | 24 – 21 | Tournoi des Cinq Nations 1999 |
| 107 | 2 avril 2000     | Murrayfield Stadium, Édimbourg, Écosse        | Écosse – Angleterre | 19 – 13 | Tournoi des Six Nations 2000  |
| 108 | 3 mars 2001      | Stade de Twickenham, Londres, Angleterre      | Angleterre – Écosse | 43 – 3  | Tournoi des Six Nations 2001  |
| 109 | 2 février 2002   | Murrayfield Stadium, Édimbourg, Écosse        | Écosse – Angleterre | 3 – 29  | Tournoi des Six Nations 2002  |
| 110 | 22 mars 2003     | Stade de Twickenham, Londres, Angleterre      | Angleterre – Écosse | 40 – 9  | Tournoi des Six Nations 2003  |
| 111 | 13 février 2004  | Murrayfield Stadium, Édimbourg, Écosse        | Écosse – Angleterre | 13 – 35 | Tournoi des Six Nations 2004  |
| 112 | 19 mars 2005     | Stade de Twickenham, Londres, Angleterre      | Angleterre – Écosse | 43 – 22 | Tournoi des Six Nations 2005  |
| 113 | 25 février 2006  | Murrayfield Stadium, Édimbourg, Écosse        | Écosse – Angleterre | 18 – 12 | Tournoi des Six Nations 2006  |
| 114 | 3 février 2007   | Stade de Twickenham, Londres, Angleterre      | Angleterre – Écosse | 42 – 20 | Tournoi des Six Nations 2007  |
| 115 | 8 mars 2008      | Murrayfield Stadium, Édimbourg, Écosse        | Écosse – Angleterre | 15 – 9  | Tournoi des Six Nations 2008  |
| 116 | 21 mars 2009     | Stade de Twickenham, Londres, Angleterre      | Angleterre – Écosse | 26 – 12 | Tournoi des Six Nations 2009  |
| 117 | 13 mars 2010     | Murrayfield Stadium, Édimbourg, Écosse        | Écosse – Angleterre | 15 – 15 | Tournoi des Six Nations 2010  |
| 118 | 13 mars 2011     | Stade de Twickenham, Londres, Angleterre      | Angleterre – Écosse | 22 – 16 | Tournoi des Six Nations 2011  |
| 119 | 4 février 2012   | Murrayfield Stadium, Édimbourg, Écosse        | Écosse – Angleterre | 6 – 13  | Tournoi des Six Nations 2012  |
| 120 | 2 février 2013   | Stade de Twickenham, Londres, Angleterre      | Angleterre – Écosse | 38 – 18 | Tournoi des Six Nations 2013  |
| 121 | 8 février 2014   | Murrayfield Stadium, Édimbourg, Écosse        | Écosse – Angleterre | 0 – 20  | Tournoi des Six Nations 2014  |
| 122 | 14 mars 2015     | Stade de Twickenham, Londres, Angleterre      | Angleterre – Écosse | 25 – 13 | Tournoi des Six Nations 2015  |
| 123 | 6 février 2016   | Murrayfield Stadium, Édimbourg, Écosse        | Écosse – Angleterre | 9 – 15  | Tournoi des Six Nations 2016  |
| 124 | 11 mars 2017     | Stade de Twickenham, Londres, Angleterre      | Angleterre – Écosse | 61 – 21 | Tournoi des Six Nations 2017  |
| 125 | 24 février 2018  | Murrayfield Stadium, Édimbourg, Écosse        | Écosse – Angleterre | 25 – 13 | Tournoi des Six Nations 2018  |
| 126 | 16 mars 2019     | Stade de Twickenham, Londres, Angleterre      | Angleterre – Écosse | 38 – 38 | Tournoi des Six Nations 2019  |
| 127 | 9 février 2020   | Stade de Murrayfield, Édimbourg, Écosse       | Écosse – Angleterre | 6 – 13  | Tournoi des Six Nations 2020  |
| 128 | 6 février 2021   | Stade de Twickenham, Londres, Angleterre      | Angleterre – Écosse | 6 – 11  | Tournoi des Six Nations 2021  |
| 129 | 5 février 2022   | Stade de Murrayfield, Édimbourg, Écosse       | Écosse – Angleterre | 20 – 17 | Tournoi des Six Nations 2022  |
| 130 | 4 février 2023   | Stade de Twickenham, Londres, Angleterre      | Angleterre – Écosse | 23 – 29 | Tournoi des Six Nations 2023  |
| 131 | 24 février 2024  | Murrayfield Stadium, Édimbourg, Écosse        | Écosse – Angleterre | 30 – 21 | Tournoi des Six Nations 2024  |
| 132 | 22 février 2025  | Stade de Twickenham, Londres, Angleterre      | Angleterre – Écosse | 16 – 15 | Tournoi des Six Nations 2025  |